# Mattia Gori
Mattia Gori (Lodi, 16 agosto 1997) è un hockeista su pista italiano, fratello maggiore di Andrea Gori.

## Carriera
Cresciuto nel settore giovanile dell'Amatori Lodi, principale club hockeistico della sua città di origine, ha successivamente militato nel Follonica, nel Correggio e nell'Amatori Vercelli.
Nella stagione 2017-2018 tornò nelle file della compagine lodigiana, conquistando il suo primo scudetto e fornendo in seguito il proprio apporto al double di trofei nazionali realizzato dai lombardi nel 2021. Nel 2022, dopo un anno di inattività, si trasferì all'Azzurra Novara, formazione di Serie A2; la stagione successiva passò al Roller Lodi.

## Palmarès
- Campionato italiano: 2

Amatori Lodi: 2017-2018, 2020-2021
- Coppa Italia: 1

Amatori Lodi: 2020-2021
- Supercoppa italiana: 1

Amatori Lodi: 2018